# Krčevina pri Vurbergu
Krčevina pri Vurbergu este o localitate din comuna Ptuj, Slovenia.